# Slaget vid Taginæ
Slaget vid Taginae (även slaget vid Busta Gallorum) utkämpades sommaren 552 i mellersta Italien. I slaget besegrade den östromerske krigsherren Narses en armé ledd av kung Totila av ostrogoterna. Slaget var avgörande, eftersom det bröt östgoternas makt i Italien och banade väg för Östrom att erövra hela halvön. Den enda antika källan till slaget är den samtida historikern Prokopius.

## Bakgrund
Huvudartikel: Gotiska kriget (535–554)
Narses lämnade Konstantinopel våren 551 för att förena sig med krigsherren Johan i Salona. Narses armé bestod av cirka 20 000–25 000 man, inklusive ett stort antal utländska allierade styrkor. 6 000 langobarder som sändes av kung Audoin för att hjälpa romarna, 4 000 heruler under befäl av Filemut och Aruth, 400 gepider och ett antal hunner. Dessutom bestod armén av soldater som rekryterats av Narses från Thrakien och Illyrien, samt persiska ryttare som hoppade av till romarnas sida. under befäl av Kavadh, sonson till kung Kavadh I av Persien, som efter en konspiration mot kung Khosrauta hade tvingats fly till Justinianus i Östrom.
Narses armé lämnade Salona för norra Italien våren 552. Totila hade tillåtit frankerna att ta kontroll över stora delar av Podalen och skickade sina bästa trupper till Verona för att bromsa romarna, men Narses undvek dem genom att marschera nära kusten. I juni 552 nådde Narses styrkor Ravenna, där deras armé fick sällskap av förstärkningar ledda av magister militums Justin och Valerianus. Narses stannade i Ravenna i nio dagar tills han bestämde sig för att fortsätta sin marsch söderut. Han lämnade garnisonen som leddes av Justinus i Ravenna och lämnade staden för Rom. På vägen var han tvungen att passera Ariminum, som hölls av goterna. Enligt den samtida historikern Prokopius var Narses mål att möta Totilas styrkor i strid så snart som möjligt.
När Totila underrättades om Narses anfall lämnade han Rom med sina trupper och marscherade för att möta Narses i strid. Den gotiska armén hade lidit stora förluster under det 17 år långa kriget, och Totila hade förstärkt sina led med förrymda slavar och bönder. Många soldater i de gotiska styrkorna lämnat den östromerska armén. Romarna obetalda löner och Totilas mänskliga behandling av tillfångatagna soldater till att många tidigare östromerska soldater anslöt sig till Totilas trupper. Prokopius anger inte storleken på Totilas armé, men moderna uppskattningar varierar mellan 16 000 och 20 000 man. Totilas trupper slog läger nära byn Taginae (eller Tadinum) längs Via Flaminia nära den nuvarande staden Gualdo Tadino i Umbrien i centrala Italien. Narses trupper slog läger cirka 20 kilometer från det gotiska lägret nära Busta Gallorum (gallernas begravningsbål), som låg nära Sentinum.

## Händelser före slaget
Narses bestämde sig för att gruppera sin armé i försvarsställningar och vänta på goternas anfall. Han valde Via Flaminia, en lokal väg till Apenninerna som följde den lilla Bonoflodens dalgång, som plats för sin ställning. Platsen låg högre än omgivningens lite otillgängliga dal och fick skydd på vänster sida av en liten kulle. Narses uppmanade Totila att sluta fred med romarna, eftersom goternas situation var hopplös. Eller välja en dag för strid. Totila avvisade fredsinviten, och föreslog att slaget skulle äga rum om åtta dagar. Narses litade inte på goterna och omgrupperade istället sin armé i stridsställningar. På morgonen nästa var största delen av Totila armé på plats. En väg bakom den romerska ställningen var en smal stig runt en kulle till vänster om romarna. Under natten skickade Narses 50 man för att bevaka stigen. Goterna gjorde nästa morgon försök att erövra stigen med kavalleritrupper, men den smala vägen och den oländiga terrängen hjälpte romarna att sina ställningar.
Arméerna grupperade sig på slagfältet. På den romerska sidan blev langobardernas, herulernas och gepidernas trupper, mellan 9 000 och 10 000 man, grupperade sig i försvarställning på en sluttning som centrum i armén. Kavalleritrupper, beväpnade med pilbågar och sköldar, grupperades på arméns båda flyglar. Den vänstra flygeln leddes av Narses och bestod av de bästa trupperna i romerska armén och med hunner som legosoldater. Den högra flygeln bestod av det romerska kavalleriet. 4 000 bågskyttar ställdes upp framför båda flyglarna och ytterligare 1 500 ryttare bakom den vänstra flygeln. Procopius uppger att 500 av dessa var reserver, och de 1000 andra skulle falla fienden i ryggen om det gotiska infanteriet anföll romarnas center eller flyglar. Goterna grupperade sina arméer på liknande sätt: infanteri i mitten och kavalleri på flyglarna. Totila hälsade sin armé och uppmuntrade sina män att slåss. Narses gjorde samma sak och utlovade belöningar till soldater som visade mod i strid. Ingen av sidorna verkade vilja börja striden. Totila försökte  fördröja slaget, eftersom 2 000 gotiska ryttare ännu inte hade anlänt till slagfältet. Enligt Procopius tog Totila på sig sin guldprydda rustning och red mellan arméerna för att visa upp sin ryttarskicklighet. Totila försökte också inleda förhandlingar med romarna, men Narses avvisade förslaget.
Vid middagstid anlände de 2 000 ryttare som Totila väntat på och han beordrade sin armé att dra sig tillbaka för att äta i sitt läger, Han bytte till en vanlig soldats utrustning. Enligt Procopius hoppades Totila att goternas reträtt skulle göra att romarnas vaksamhet minskade och möjliggöra ett överraskningsanfall. Narses beordrade sina män att stanna kvar i sina positioner och äta sin lunch på plats. Efter ett tag återvände goterna med förstärkningar och fann att romarna väntande på dem. Totila ändrade grupperingen av sin armé och ställde nu hela sitt kavalleri i en stor linje och infanteriet bakom dem, så att kavalleriet kunde dra sig tillbaka i infanteriets skydd om det skulle behövdes. Procopius berättar att större delen av den gotiska armén bestod av kavalleri. Goternas infanteri var svagare  och mera opålitligt. Romarna insåg att goterna höll på att inleda ett massivt anfall mot den romerska arméns centrum. Narses beordrade bågskyttarna från sina båda flyglar att flytta sig och omgruppera så att den romerska armén blev formad som halvmåne. Bågskyttarna positionerade högre upp i terrängen och var utom räckhåll för de gotiska ryttarna, men redo att skjuta mot fiendens kavalleri när de anföll.

## Slaget
Innan slaget höjdes spånningen  då en soldat från den ostrogotiska armén utmanade verm som helst av bysantinernas armé på en närkamp. Utmanineng accepterades med resultatet att ostrogoten dödades. Med de förstärkningar som just hade anlänt bestämde sig Totila för att anfalla Narses truppers center. Ostrogoterna fick inte den överraskningseffekt de hade hoppats på. Tvärtom fångades de i en störtflod av pilar och efter en utflankering av det bysantinska kavalleriet anfölls östgoterna i flankerna. Prokopius prisar båda sidors mod. Totilas trupper använda endast sina spjut och svärd och lämnade sina bågar och andra vapen. Det gotiska kavalleriet anföll romarnas centrum i en stor styrka men led  förluster av de romerska bågskyttarnas pilar. Männen med lansar i mitten av den romerska armén höll stånd och det gotiska kavalleriet tvingades retirera. Det är inte känt om de tusen ryttarna på romarnas vänstra flank sändes för angrepp bakom goterna. Tidigt på kvällen kom nådastöten när Narses beordrade ett frontalangrepp mot östgoterna. Hela den romerska arméns linje började rycka fram. De gotiska trupperna bröst igenom och de flydde. Det gotiska kavalleriet retirerade inte till infanteriet, utan fortsatte rakt igenom dem, med ytterligare förluster och förvirring, vilket fick hela den gotiska armén att fly slagfältet. Romerskt kavalleri förföljde de flyende goterna och dödade många. Enligt Prokopius lämnade goterna efter sig sex tusen döda.
Totila själv flydde valplatsen tillsammans med fem krigare, men förföljdes av lika många romerska ryttare. Innan mörkrets inbrott kom romarna tillräckligt nära för att ett kastat spjut skulle såra Totila dödligt. Goterna lyckades sedan komma undan och begravde Totila nära en plats som heter Caprae ,kanske dagens Caprara cirka 15 kilometer från slagfältet. Prokopius återger också en annan version av Totilas död. Enligt den blev Totila dödligt sårad av en pil under slaget och tvingades dra sig tillbaka från slaget, vilket fick de gotiska trupperna att fly. Romarna insåg inte att Totila hade dött förrän en gotisk kvinna visade dem hans grav. De grävde upp Totilas kropp för att bekräfta hans död och begravde honom sedan igen.

## Efter slaget
Goterna, som överlevde slaget, valde Totilas närmaste man, Teja, till sin nya kung. Narses marscherade söderut och intog Rom. Han belägrade sedan staden Cumae, där goterna förvarade statens penningreserver. Teja skyndade till stadens undsättning, men i oktober 552 eller tidigt 553 besegrades goterna av Narses styrkor i slaget vid Mons Lactarius (nu Monti Lattari). Teja och många av hans män dödades i striden, och Narses tillät de få överlevande goterna att lämna Italien i fred. Tejas död blev slutet på det kraftfulla ostrogotiska motståndet i Italien, även om mindre stridigheter fortsatte fram till 555. År 554 besegrade Narses alemannerna och frankerna, som invaderade Italien, i slaget vid Volturno. Den sista staden som hölls av goterna, Verona, kapitulerade  inte förrän 561.

## Antika källor
- Procopius: Krigens historia: Böcker 7.36–8, s. 353–389. Loeb Klassiska Biblioteket. Översatt till engelska av H. B. Dewing. Harvard University Press, 1928.  (på engelska)